# بذرالبنج کرمانشاهی
بذرالبنج کرمانشاهی (نام علمی: Hyoscyamus leptocalyx) نام یک گونه از سرده بذرالبنج است.